# 西川越站
西川越站（日语：／ Nishi-kawagoe eki */?）是一個位於埼玉縣川越市大字小谷，屬於東日本旅客鐵道（JR東日本）川越線的鐵路車站。

## 車站構造

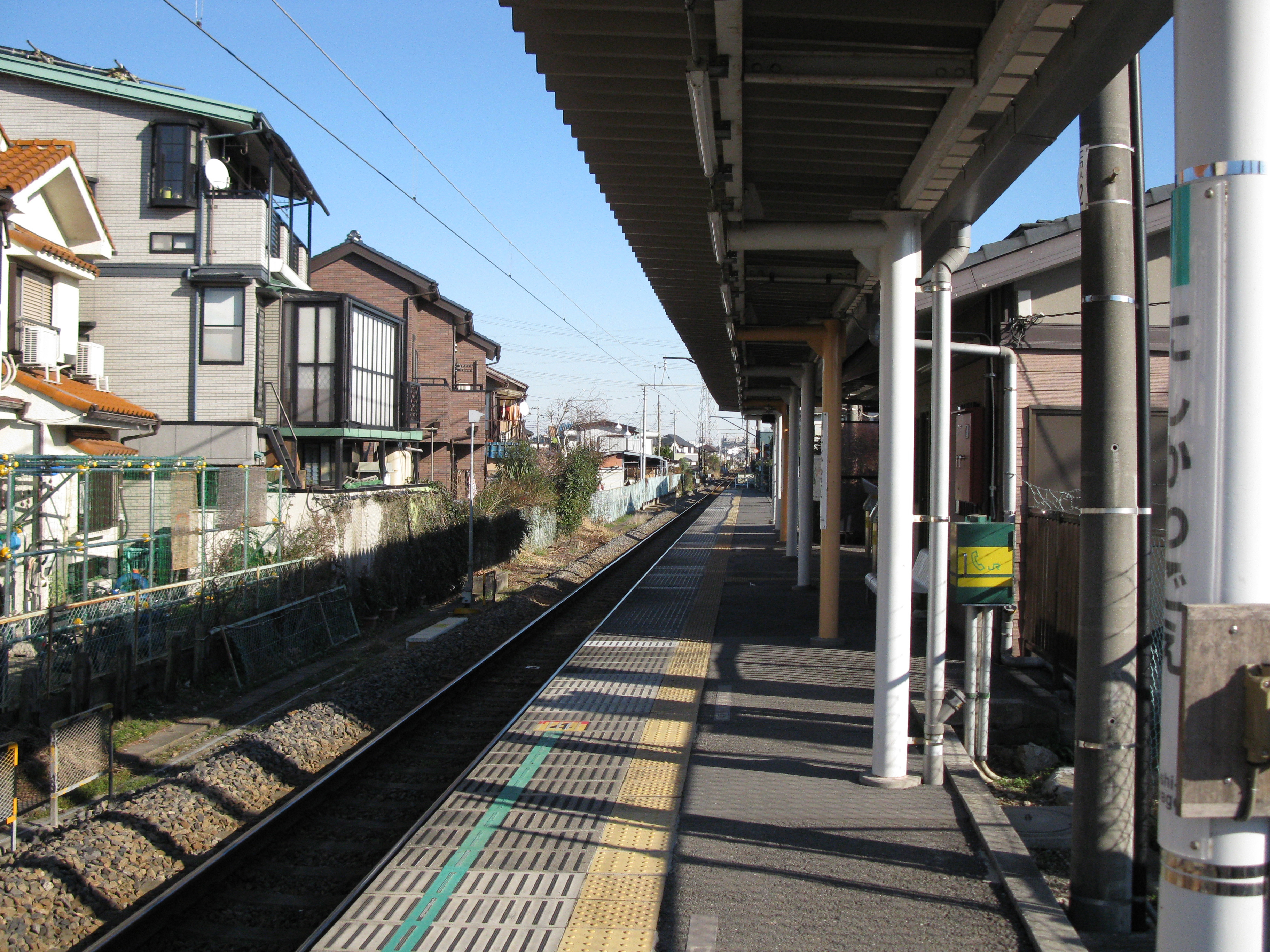
車站月台

本站是一個地面車站，月台為側式月台1面1線設計。剪票機為簡易Suica讀卡器。
管理方面，本站是業務委託站，但站員只在平日日間（清晨除外）駐守，其他時間均沒駐站人員。而在無站員駐守的時間乘車則須領取登車車站證明書作證明。
在東京圈輸送管理系統（ATOS）中，本站是川越線（大宮－武藏高萩）內唯一沒有安裝該系統的廣播系統及列車開出提示音聲。

### 月台配置
| 路線          | 目的地                         |
| ------------- | ------------------------------ |
| ■川越、八高線 | 川越、高麗川、八王子、高崎方向 |

（來源：JR東日本:車站構內圖 （页面存档备份，存于））

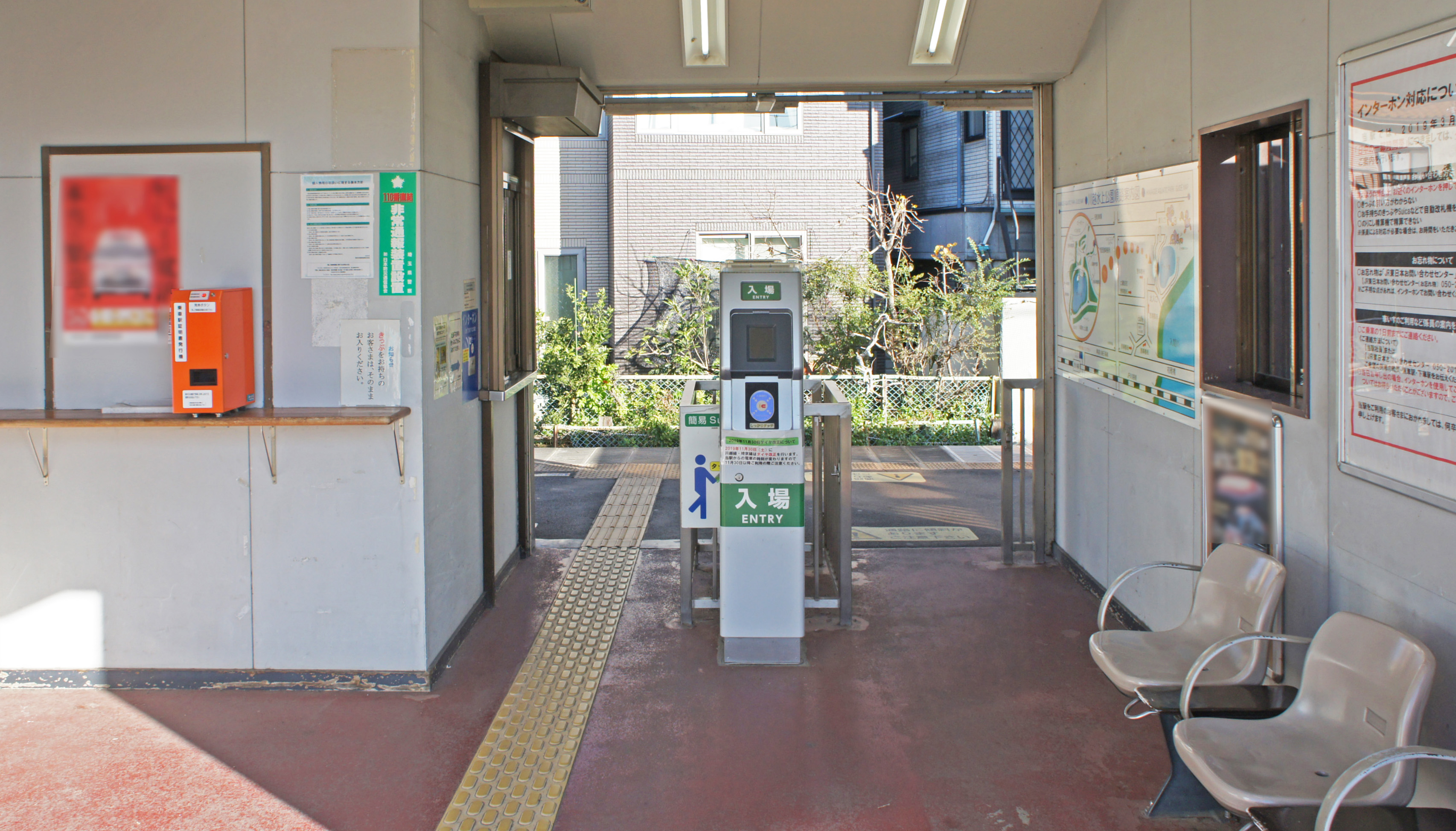
閘口（2019年11月）
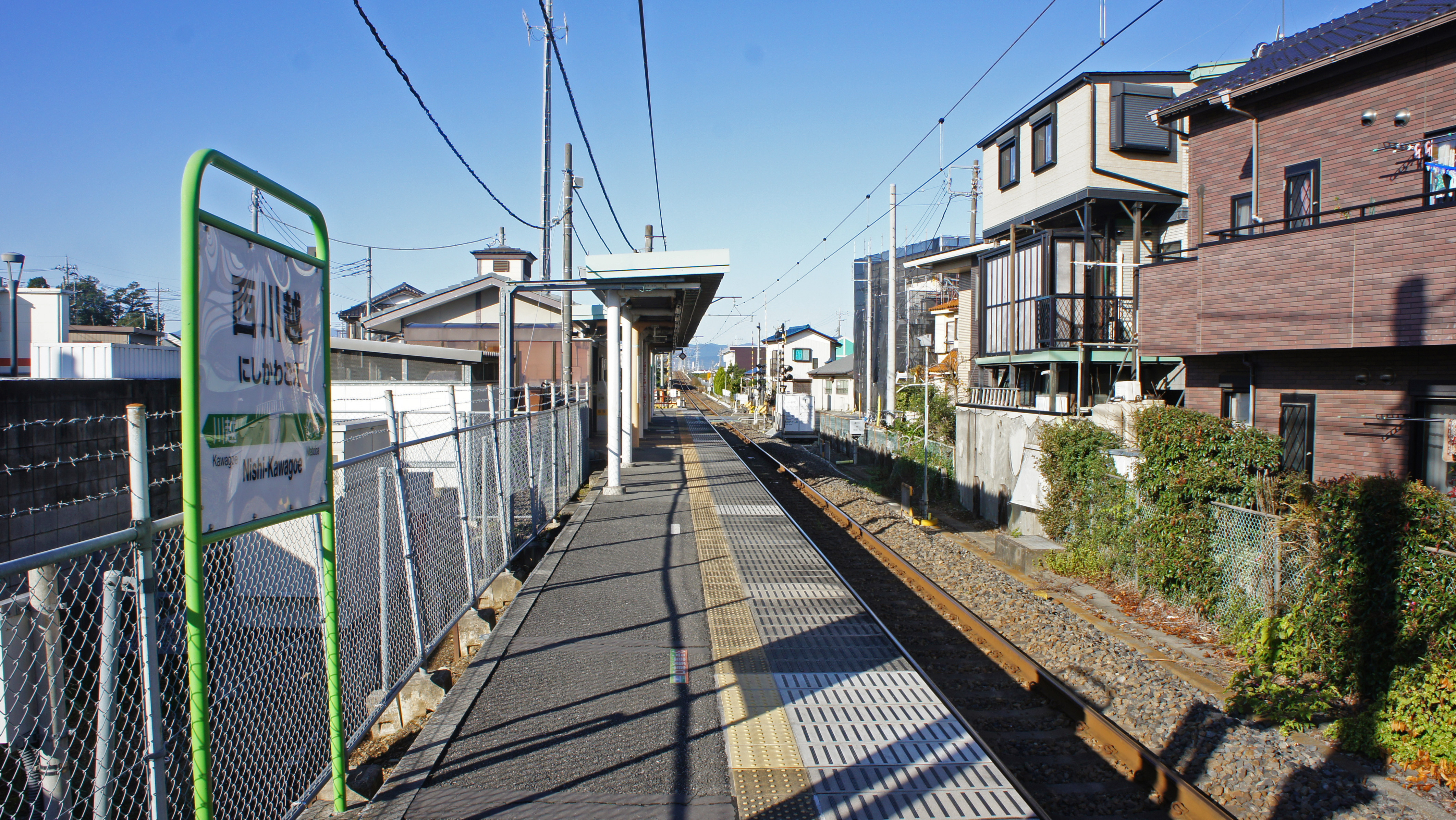
月台（2019年11月）

## 使用情況
2019年（令和元年）1日平均上車人次為1,337人。
- 近年1日平均上車人次的推移如下表。川越線車站最少。

| 年度               | 1日平均 上車人次 | 來源     |
| ------------------ | ---------------- | -------- |
| 1990年（平成02年） | 445              |          |
| 1991年（平成03年） | 663              |          |
| 1992年（平成04年） | 737              |          |
| 1993年（平成05年） | 810              |          |
| 1994年（平成06年） | 866              |          |
| 1995年（平成07年） | 890              |          |
| 1996年（平成08年） | 914              |          |
| 1997年（平成09年） | 883              |          |
| 1998年（平成10年） | 899              |          |
| 1999年（平成11年） | 986              | [ * 1 ]  |
| 2000年（平成12年） | 1,050            | [ * 2 ]  |
| 2001年（平成13年） | 1,030            | [ * 3 ]  |
| 2002年（平成14年） | 1,024            | [ * 4 ]  |
| 2003年（平成15年） | 1,061            | [ * 5 ]  |
| 2004年（平成16年） | 1,110            | [ * 6 ]  |
| 2005年（平成17年） | 1,156            | [ * 7 ]  |
| 2006年（平成18年） | 1,164            | [ * 8 ]  |
| 2007年（平成19年） | 1,177            | [ * 9 ]  |
| 2008年（平成20年） | 1,223            | [ * 10 ] |
| 2009年（平成21年） | 1,236            | [ * 11 ] |
| 2010年（平成22年） | 1,225            | [ * 12 ] |
| 2011年（平成23年） | 1,210            | [ * 13 ] |
| 2012年（平成24年） | 1,257            | [ * 14 ] |
| 2013年（平成25年） | 1,312            | [ * 15 ] |
| 2014年（平成26年） | 1,361            | [ * 16 ] |
| 2015年（平成27年） | 1,403            | [ * 17 ] |
| 2016年（平成28年） | 1,375            | [ * 18 ] |
| 2017年（平成29年） | 1,344            | [ * 19 ] |
| 2018年（平成30年） | 1,347            | [ * 20 ] |
| 2019年（令和元年） | 1,337            |          |

## 历史
- 1940年（昭和15年）7月22日－本站開業。
- 1987年（昭和62年）4月1日－國鐵分割民營化，本站由JR東日本接手管理。
- 1999年（平成11年）3月－站房完成改建。
- 2001年（平成13年）11月18日－智能卡系統Suica正式投入服務。

## 相鄰車站
東日本旅客鐵道（JR東日本）
■川越線
川越－西川越－的場

### 使用情況
1. ↑  埼玉県統計年鑑 （页面存档备份，存于） - 埼玉県
2. ↑  統計かわごえ （页面存档备份，存于） - 川越市

JR東日本2000年度以後上車人次
1. ↑  各駅の乗車人員（2000年度） （页面存档备份，存于） - JR東日本
2. ↑  各駅の乗車人員（2001年度） （页面存档备份，存于） - JR東日本
3. ↑  各駅の乗車人員（2002年度） （页面存档备份，存于） - JR東日本
4. ↑  各駅の乗車人員（2003年度） （页面存档备份，存于） - JR東日本
5. ↑  各駅の乗車人員（2004年度） （页面存档备份，存于） - JR東日本
6. ↑  各駅の乗車人員（2005年度） （页面存档备份，存于） - JR東日本
7. ↑  各駅の乗車人員（2006年度） （页面存档备份，存于） - JR東日本
8. ↑  各駅の乗車人員（2007年度） （页面存档备份，存于） - JR東日本
9. ↑  各駅の乗車人員（2008年度） （页面存档备份，存于） - JR東日本
10. ↑  各駅の乗車人員（2009年度） （页面存档备份，存于） - JR東日本
11. ↑  各駅の乗車人員（2010年度） （页面存档备份，存于） - JR東日本
12. ↑  各駅の乗車人員（2011年度） （页面存档备份，存于） - JR東日本
13. ↑  各駅の乗車人員（2012年度） （页面存档备份，存于） - JR東日本
14. ↑  各駅の乗車人員（2013年度） （页面存档备份，存于） - JR東日本
15. ↑  各駅の乗車人員（2014年度） （页面存档备份，存于） - JR東日本
16. ↑  各駅の乗車人員（2015年度） （页面存档备份，存于） - JR東日本
17. ↑  各駅の乗車人員（2016年度） （页面存档备份，存于） - JR東日本
18. ↑  各駅の乗車人員（2017年度） （页面存档备份，存于） - JR東日本
19. ↑  各駅の乗車人員（2018年度） （页面存档备份，存于） - JR東日本
20. ↑  各駅の乗車人員（2019年度） （页面存档备份，存于） - JR東日本

埼玉縣統計年鑑
1. ↑  .   [2020-07-31]. （原始内容存档于2020-02-02）.
2. ↑  .   [2020-07-31]. （原始内容存档于2020-02-02）.
3. ↑  .   [2020-07-31]. （原始内容存档于2020-02-02）.
4. ↑  .   [2020-07-31]. （原始内容存档于2020-02-02）.
5. ↑  .   [2020-07-31]. （原始内容存档于2020-02-02）.
6. ↑  .   [2020-07-31]. （原始内容存档于2020-02-02）.
7. ↑  .   [2020-07-31]. （原始内容存档于2020-02-02）.
8. ↑  .   [2020-07-31]. （原始内容存档于2020-02-02）.
9. ↑  .   [2020-07-31]. （原始内容存档于2020-02-02）.
10. ↑  .   [2020-07-31]. （原始内容存档于2020-02-02）.
11. ↑  .   [2020-07-31]. （原始内容存档于2020-02-02）.
12. ↑  .   [2020-07-31]. （原始内容存档于2020-02-02）.
13. ↑  .   [2020-07-31]. （原始内容存档于2020-02-02）.
14. ↑  .   [2020-07-31]. （原始内容存档于2020-02-02）.
15. ↑  .   [2020-07-31]. （原始内容存档于2020-02-02）.
16. ↑  .   [2020-07-31]. （原始内容存档于2020-02-02）.
17. ↑  .   [2020-07-31]. （原始内容存档于2020-02-02）.
18. ↑  .   [2020-07-31]. （原始内容存档于2020-02-02）.
19. ↑  .   [2020-07-31]. （原始内容存档于2020-02-02）.
20. ↑  .   [2020-07-31]. （原始内容存档于2020-03-18）.

## 外部連結
- 車站資訊（西川越）：東日本旅客鐵道

35°55′9.0084″N 139°27′34.1496″E / 35.919169000°N 139.459486000°E